# Схаувен, Баутиста ван
Баути́ста ван Сха́увен Ва́сей (исп. Bautista van Schouwen Vasey, 3 апреля 1943, Сан-Лоренсо-де-Тарапака — 13 декабря 1973, Сантьяго) — чилийский врач и революционер, основатель и один из руководителей Левого революционного движения (ЛРД — Movimiento de Izquierda Revolucionaria, MIR).

## Молодые годы
Родился в семье инженера химического производства на севере Чили.

Позже семья переехала в Консепсьон, где, учась в лицее № 1, встретился с Мигелем Энрикесом, который на всю жизнь и до смерти стал его близким другом, политическим соратником и зятем.
В 1961 году вместе с М. Энрикесом поступил в Медицинскую школу Университета Консепсьона, где оба в следующем году стали членами молодёжной организации Социалистической партии Чили (СПЧ). Позже они наладили контакты с другими левыми молодёжными организациями и их лидерами, в частности, с А. Паскалем Альенде, племянником Сальвадора Альенде.
В 1964 году Б. ван Схаувен, М. Родригес и ряд их соратников были исключены из СПЧ за резкую критику партийной политики, которую они посчитали слишком «реформистской» и нерадикальной.
Спустя несколько недель после выхода из СПЧ они вошли в движение Марксистский Революционный Авангард (Vanguardia Revolucionaria Marxista, VRM), которое после своего 2-го съезда в Сантьяго в апреле 1964 года стало известно как VRM (El Rebelde), чтобы отличать от неосталинской и маоистской организации с таким же именем.

## Основание ЛРД
Как видный лидер студенческого движения, в 1965 году вместе с М. Энрикесом стал одним из основателей ЛРД (MIR), образованного несколькими леворадикальными коммунистическими, социалистическими, троцкистскими, маоистскими, анархистскими, геваристскими и профсоюзными организациями и политиками. Организация сразу была нацелена на вооружённую борьбу вплоть до вооружённого восстания с целью достижения социализма. Был избран в ЦК новой партии; в 1967 году он стал президентом Студенческого центра Медицинской школы Университета Консепсьона.

## Зрелые годы
В 1968 году получил назначение врачом в неврологическое в больницу Консепсьона, также и врачом общей практики в больницах Санта-Хуаны и Арауко, где он лечил шахтёров и пациентов-инвалидов. В том же году стал редактором печатного органа ЛРД, El Rebelde.
В 1969 году правительство Э. Фрея объявило ЛРД вне закона и попыталось арестовать руководство Движения, однако Б. ван Схаувен сумел избежать ареста, перейдя вместе с большинством активистов в подполье.
После победы социалиста Сальвадора Альенде на выборах 1970 года была амнистия, в результате которой Б. ван Схаувен вышел из подполья и перебрался в Сантьяго, где продолжил активную политическую деятельность в качестве одного из лидеров (члена политической комиссии и секретариата) ЛРД и редактора газеты El Rebelde.

## Гибель
После военного переворота 11 сентября 1973 года во главе с генералом Аугусто Пиночетом, пришедшая к власти военная хунта предложила вознаграждение в размере 500 000 эскудо для всех, кто предоставил данные, которые помогут арестовать ван Схаувена, вошедшего пятым в десятку самых разыскиваемых противников режима. 13 декабря он был арестован: силовики похитили его и его заместителя Патрисио Муниту из одной из церквей в Сантьяго после того, как скрывавший его отец Энрике Уайт случайно проговорился своим родственникам-военным (священника также подвергли пыткам, а затем выслали в Англию). Новость о тюремном заключении лидера «миристов» была напечатана газетой El Mercurio, в которой сообщалось, что военная прокуратура возбудила против него дело. Позже нашлись его фотография и медицинское заключение, свидетельствующее о его сильном избиении.
Считается «без вести пропавшим» с 13 декабря 1973 года. По позднейшей реконструкции событий, они с Мунитой, находясь под арестом, были застрелены сотрудниками тайной полиции ДИНА, а их тела бросили у дерева неподалёку от Виллы Гримальди. Там его изрешечённое пулемётным огнём тело обнаружил военный патруль, доставивший его на судебно-медицинскую экспертизу. Когда личность убитых была установлена, агенты ДИНА конфисковали трупы и распорядились тайно их захоронить.

## Посмертные события
16 февраля 1974 года в ходе очередной секретной операции — предположительно по прямому приказу Пиночета начальнику полиции Эрнесто Баезе — ДИНА эксгумировала и сожгла останки ван Схаувена и Муниты в крематории.
Министерство внутренних дел в августе 1974 года подтвердило, что ван Схаувена схватили в декабре 1973 года и утверждало, что его содержат в нераскрываемом месте. Затем военные объявили, что он якобы бежал на Кубу 2 февраля 1974 года. Однако Amnesty International в своём первом докладе о нарушениях прав человека чилийской военной хунтой информировала, что его транспортировали в ряд мест заключения. ЛРД длительное время считало, что ван Схаувен на деле жив и находится в заключении.
В 1998 году его друг и бывший товарищ по ЛРД Марселло Феррада де Ноли, ставший университетским профессором в Норвегии, подал в суд на Пиночета, находившегося под домашним арестом в Лондоне, за «исчезновение» и убийство ван Схаувена и Эдгардо Энрикеса.
В 2007 году в апелляционном суде начался процесс над бывшим командиром ДИНА Марсело Морен Брито за убийство Баутисты ван Схаувена и Патрисио Муниты. В 2013 году сын Баутисты Пабло подал на чилийское государство за убийство отца. Судебные слушания начались 31 января 2017 года. Суд приговорил отставного армейского офицера Орландо Картера Куадио к 10 годам и одному дню тюремного заключения, признав его ответственность за умышленное убийство обоих политиков.
Федеральному казначейству было предписано выплатить родственникам погибших компенсацию в 440 млн песо.

## Семья
Отец — Баутиста ван Схаувен Фигероа, инженер-промышленник

Мать — Карлота Мария Валентина Васей Кросьер

Братья — Карлос и Хорхе (младшие)

В 1968 году женился на сестре М. Энрикеса, Инес Энрикес Эспиноса. Единственный сын — Пабло (1970 г.р.).

В 1972 году женился вторично, на медсестре университетской больницы Астрид Хейтман.